# 格倫訥河
51°40′41″N 8°17′43″E / 51.67806°N 8.29528°E

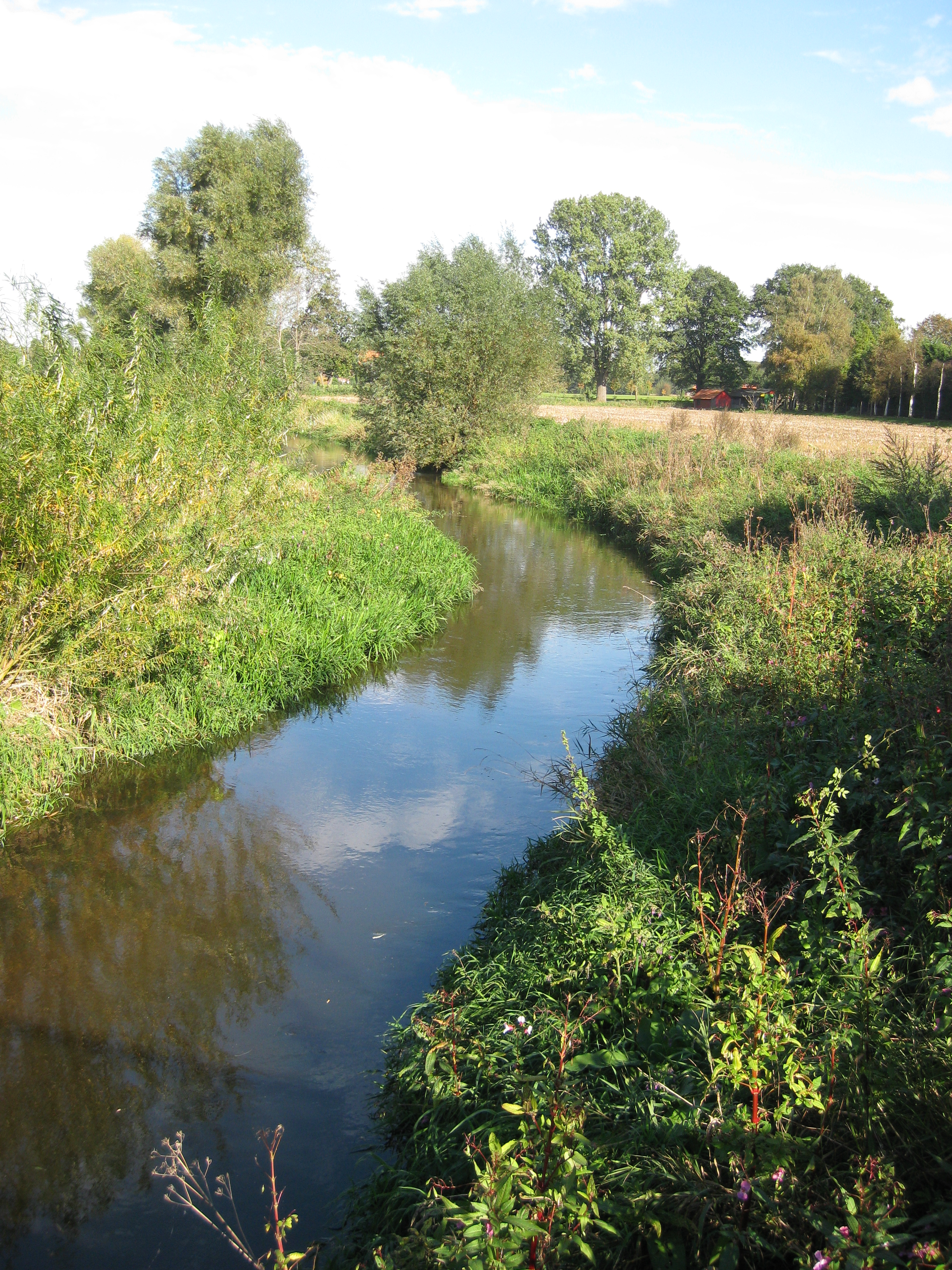
格倫訥河

格倫訥河（德語：Glenne），是德國的河流，位於該國西部，處於北萊茵-威斯特法倫州，屬於利珀河的右支流，河道全長46公里，流域面積325平方公里。

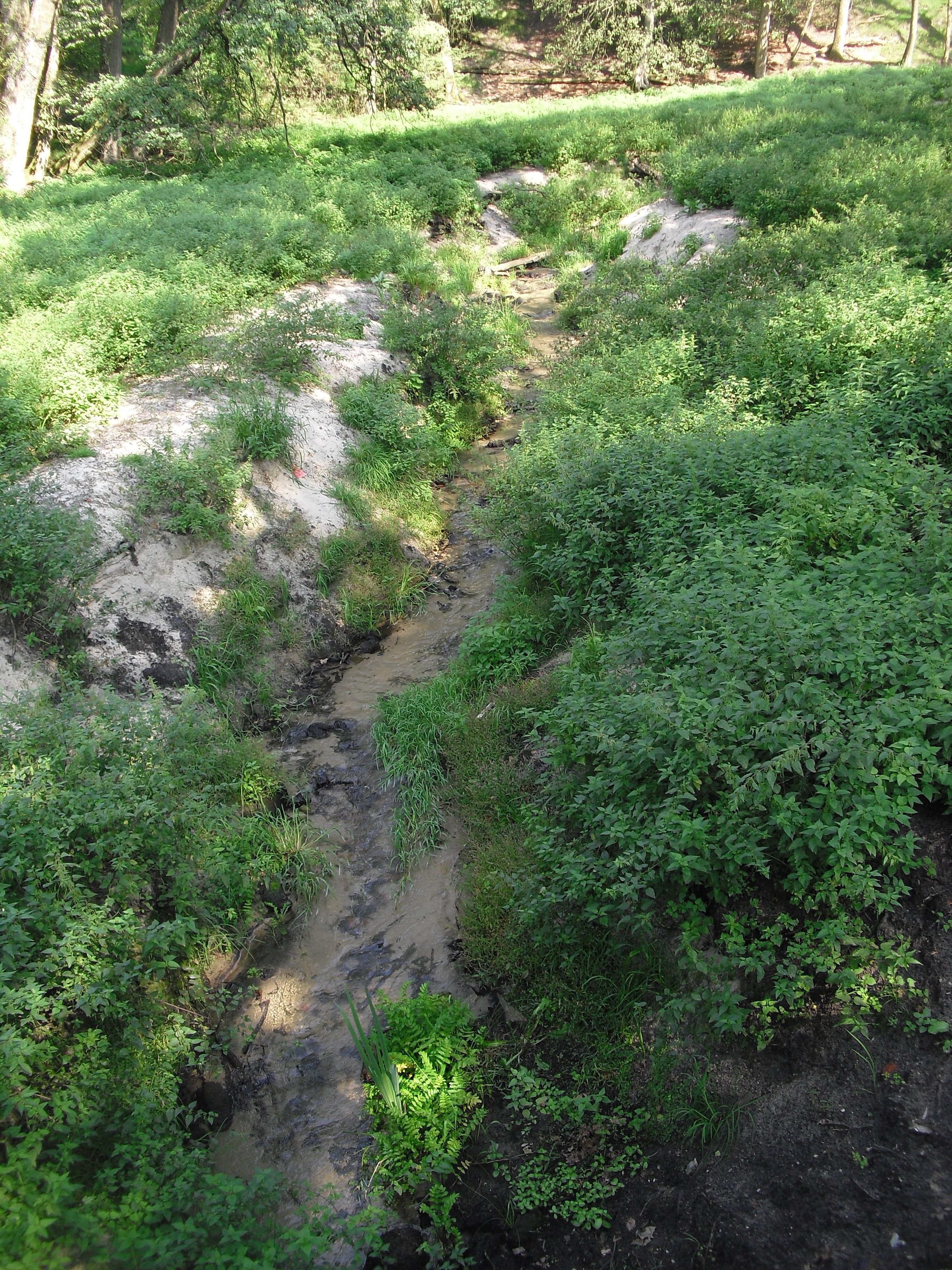
河景（2）
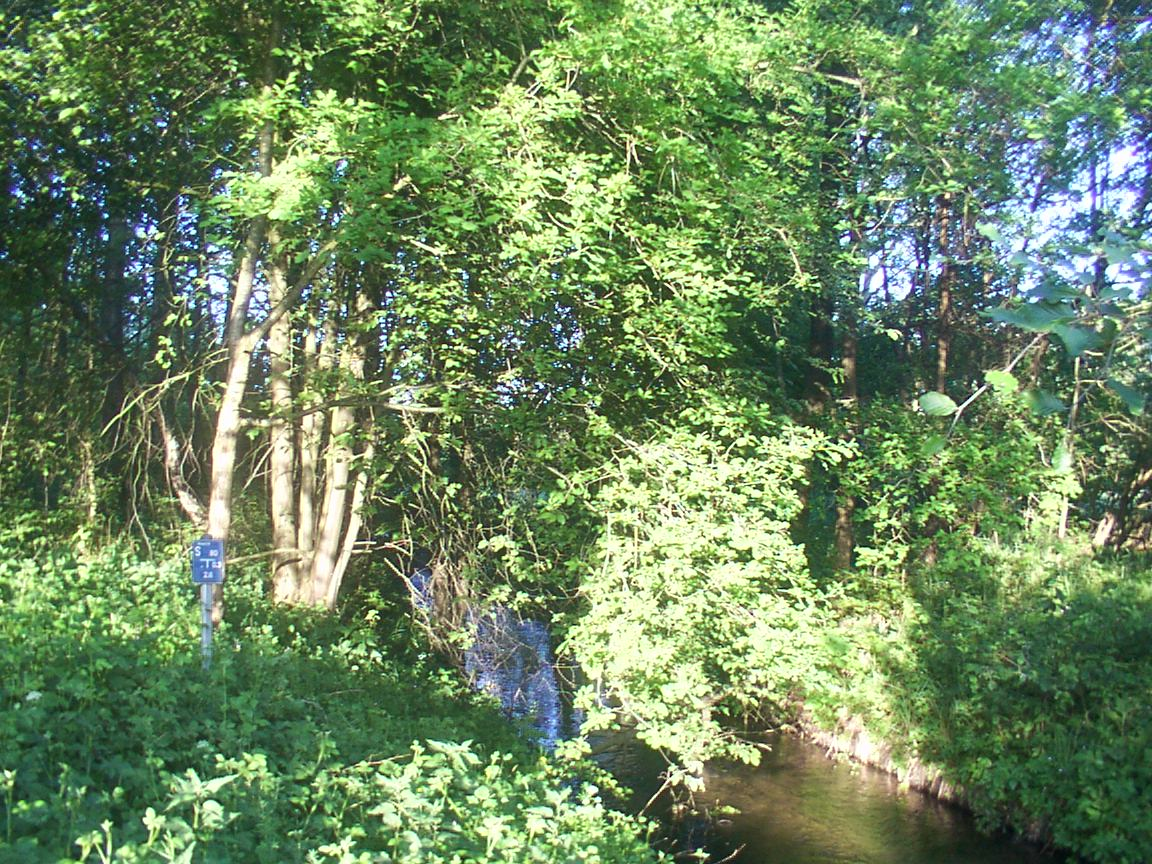
河景（3）